# Unterseeboot 1163
L'Unterseeboot 1163 ou U-1163 est un sous-marin allemand (U-Boot) de type VIIC/41 utilisé par la Kriegsmarine pendant la Seconde Guerre mondiale.
Le sous-marin fut commandé le 14 octobre 1941 à Danzig (Danziger Werft), sa quille fut posée le 5 décembre 1942, il fut lancé le 12 juin 1943 et mis en service le 6 octobre 1943, sous le commandement de l'Oberleutnant zur See Ernst-Ludwig Balduhn.
Il capitula à Kristiansand en mai 1945 et fut sabordé en décembre 1945.

## Conception
Unterseeboot type VII, l'U-1163 avait un déplacement de 759 tonnes en surface et 860 tonnes en plongée. Il avait une longueur hors-tout de 67,20 m, un maître-bau de 6,20 m, une hauteur de 9,60 m et un tirant d'eau de 4,74 m. Le sous-marin était propulsé par deux hélices de 1,23 m, deux moteurs diesel Germaniawerft F46 de 6 cylindres en ligne de 1 400 cv à 470 tr/min, produisant un total de 2 060 à 2 350 kW en surface et de deux moteurs électriques Siemens-Schuckert GU 343/38-8 de 375 cv à 295 tr/min, produisant un total 550 kW, en plongée. Le sous-marin avait une vitesse en surface de 17,7 nœuds (32,8 km/h) et une vitesse de 7,6 nœuds (14,1 km/h) en plongée. Immergé, il avait un rayon d'action de 80 milles marins (150 km) à 4 nœuds (7,4 km/h; 4,6 milles par heure) et pouvait atteindre une profondeur de 230 m. En surface son rayon d'action était de 8 500 milles nautiques (soit 15 700 km) à 10 nœuds (19 km/h).
L'U-1163 était équipé de cinq tubes lance-torpilles de 53,3 cm (quatre montés à l'avant et un à l'arrière) et embarquait quatorze torpilles. Il était équipé d'un canon de 8,8 cm SK C/35 (220 coups), d'un canon antiaérien de 20 mm Flak et d'un canon 37 mm Flak M/42 qui tire à 15 350 mètres avec une cadence théorique de 50 coups par minute. Il pouvait transporter 26 mines TMA ou 39 mines TMB. Son équipage comprenait 4 officiers et 40 à 56 sous-mariniers.

## Historique
Il reçut sa formation de base au sein de la 8. Unterseebootsflottille jusqu'au 31 juillet 1944, puis il intégra sa formation de combat dans la 11. Unterseebootsflottille. À partir du 1er octobre 1944, il fut affecté dans la 13. Unterseebootsflottille.
Sa première patrouille, d'une durée de 7 jours, le fait naviguer en mer du Nord, sans succès. Au cours de son transit vers Egersund le 2 août 1944, l'U-1163 et l'U-771 sont escortés vers leurs ports respectifs lorsqu'ils sont repérés par deux Mosquito du Sqn 333 de la Force aérienne royale norvégienne. Le premier mitraille l'U-771 avec ses canons de 20 mm et lui lance deux charges de profondeur, l'endommageant. Le second vole si bas qu'il touche le mât du navire d'escorte et percute la mer, tuant la totalité de l'équipage d'aviateurs.
Après sa première patrouille, l'U-1163 passe trois mois à croiser le long des côtes norvégiennes. Le 15 octobre 1944, le submersible commence sa deuxième patrouille à la recherche de convois dans l'océan Arctique. Ne rencontrant aucune cible, l'U-1163 fait route vers Hammerfest, qu'il atteint le 31 octobre.
Le 20 novembre 1944, l'U-1163 installe une station météorologique dans le nord de la Norvège et une autre dans l'île aux Ours.
Lors de sa troisième patrouille, l'U-1163 quitte la ville de Kilbotn pour la mer de Kara. Pendant 22 jours, il voyage dans l'Océan Arctique à la recherche de convois soviétiques. Le 3 décembre 1944 à une heure du matin, l'U-1163 signale et tire une torpille sur deux patrouilleurs du convoi KB-35, au nord de la baie de Kola. Quatre minutes plus tard, une deuxième torpille est tirée par l'U-Boot qui touche le navire marchand soviétique SS Revoljucija (en). Le bateau coule en 20 secondes, emportant la totalité des 23 membres d'équipage. Treize jours plus tard, le 16 décembre, l'U-1163 atteint Bogenbucht (de).
Sa dernière patrouille commence le 15 avril 1945 au départ de Kristiansand pour les côtes du nord de l'Irlande. À la capitulation de l'Allemagne Nazie, l'U-1163 se trouve en mer. Il se rend aux forces alliées le lendemain à Kristiansand, en Norvège.
Le 29 mai 1945, il est transféré au point de rassemblement du Loch Ryan en vue de l'opération Deadlight de destruction massive de la flotte d'U-Boote de la Kriegsmarine. 
L'U-1163 est coulé le 11 décembre 1945 à la position 55° 50′ N, 10° 05′ O, par un Liberator du No. 224 Squadron RAF (en), un Sunderland du No. 201 Squadron RAF (en) et un Warwick du No. 179 Squadron RAF (en).

## Affectations
- 8. Unterseebootsflottille du 6 octobre 1943 au 31 juillet 1944 (Période de formation).
- 11. Unterseebootsflottille du 1er août 1944 au 30 septembre 1944 (Unité combattante).
- 13. Unterseebootsflottille du 1er octobre 1944 au 8 mai 1945 (Unité combattante).

## Commandement
- Oberleutnant zur See Ernst-Ludwig Balduhn du 6 octobre 1943 au 9 mai 1945.

## Patrouilles
|       | Commandant                 | Départ            | Départ          | Arrivée           | Arrivée      | Jours     | Succès |
| ----- | -------------------------- | ----------------- | --------------- | ----------------- | ------------ | --------- | ------ |
|       | Oblt. Ernst-Ludwig Balduhn | 10 juin 1944      | Kiel            | 13 juin 1944      | Flekkefjord  | 4 jours   |        |
| 1     | Oblt. Ernst-Ludwig Balduhn | 13 juillet 1944   | Flekkefjord     | 19 juillet 1944   | Arnöy        | 7 jours   |        |
|       | Oblt. Ernst-Ludwig Balduhn | 1er août 1944     | Arnöy           | 2 août 1944       | Egersund     | 2 jours   |        |
|       | Oblt. Ernst-Ludwig Balduhn | 17 août 1944      | Egersund        | 17 août 1944      | Bergen       | 1 jour    |        |
|       | Oblt. Ernst-Ludwig Balduhn | 22 août 1944      | Bergen          | 23 août 1944      | Stavanger    | 2 jours   |        |
|       | Oblt. Ernst-Ludwig Balduhn | 26 août 1944      | Stavanger       | 27 août 1944      | Marviken     | 2 jours   |        |
|       | Oblt. Ernst-Ludwig Balduhn | 21 septembre 1944 | Marviken        | 24 septembre 1944 | Trondheim    | 4 jours   |        |
|       | Oblt. Ernst-Ludwig Balduhn | 3 octobre 1944    | Trondheim       | 6 octobre 1944    | Skjomenfjord | 4 jours   |        |
|       | Oblt. Ernst-Ludwig Balduhn | 12 octobre 1944   | Skjomenfjord    | 13 octobre 1944   | Bogenbucht   | 2 jours   |        |
| 2     | Oblt. Ernst-Ludwig Balduhn | 15 octobre 1944   | Bogenbucht (de) | 31 octobre 1944   | Hammerfest   | 17 jours  |        |
|       | Oblt. Ernst-Ludwig Balduhn | 2 novembre 1944   | Hammerfest      | 4 novembre 1944   | Narvik       | 3 jours   |        |
|       | Oblt. Ernst-Ludwig Balduhn | 8 novembre 1944   | Narvik          | 12 novembre 1944  | Tromsö       | 5 jours   |        |
|       | Oblt. Ernst-Ludwig Balduhn | 14 novembre 1944  | Tromsö          | 22 novembre 1944  | Kilbotn      | 9 jours   |        |
| 3     | Oblt. Ernst-Ludwig Balduhn | 25 novembre 1944  | Kilbotn         | 16 décembre 1944  | Bogenbucht   | 22 jours  | 433    |
|       | Oblt. Ernst-Ludwig Balduhn | 12 janvier 1945   | Bogenbucht      | 15 janvier 1945   | Trondheim    | 4 jours   |        |
|       | Oblt. Ernst-Ludwig Balduhn | 28 janvier 1945   | Trondheim       | 4 février 1945    | Kristiansand | 8 jours   |        |
| 4     | Oblt. Ernst-Ludwig Balduhn | 15 avril 1945     | Kristiansand    | 9 mai 1945        | Kristiansand | 25 jours  |        |
| Total | Total                      | Total             | Total           | Total             | Total        | 121 jours | 433 t  |

Note : Oblt. = Oberleutnant zur See

### OpérationsWolfpack
L'U-1163 opéra avec les Wolfpacks (meute de loups) durant sa carrière opérationnelle.
- Panther (16-30 octobre 1944)
- Stier (25 novembre - 15 décembre 1944)

## Navires coulés
L'U-1163 a coulé un navire marchand de 433 tonneaux au cours des quatre patrouilles (121 jours en mer) qu'il effectua.
| Date            | Nom                 | Nationalité      | Tonnage | Convoi | Fait  | Localisation         |
| --------------- | ------------------- | ---------------- | ------- | ------ | ----- | -------------------- |
| 3 décembre 1944 | SS Revoljucija (en) | Union soviétique | 433     | KB-35  | Coulé | 68° 44′ N, 37° 49′ O |